# 第56回ベルリン国際映画祭
第56回ベルリン国際映画祭は2006年2月9日から19日まで開催された。

## 概要
コンペティション部門では19本の長編、10本の短編が上映され、サラエヴォのグルバヴィツァ地区を舞台に、ボスニア紛争中にセルビア軍が起こした集団レイプ事件を扱った『サラエボの花』が金熊賞を受賞した。そのほか、ベルリン・スペシャル、パノラマ部門、フォーラム部門、レトロスペクティブ、ドイツ映画部門などで300本以上の作品が上映された。

## 受賞
- 金熊賞：『サラエボの花』（ヤスミラ・ジュバニッチ）
- 銀熊賞
  - 審査員グランプリ：『En Soap』（ペルニッレ・フィッシャー・クリステンセン）、『オフサイド・ガールズ』（ジャファール・パナヒ）
  - 監督賞：マイケル・ウィンターボトム、マット・ホワイトクロス（『グアンタナモ、僕達が見た真実』）
  - 男優賞：モーリッツ・ブライプトロイ（『素粒子』）
  - 女優賞：ザンドラ・ヒュラー（『レクイエム〜ミカエラの肖像』）
  - 芸術貢献賞：ユルゲン・フォーゲル（『Der freie Wille』）
  - 音楽賞：ピーター・カム（『イザベラ』）

## 上映作品

### コンペティション部門
長編映画のみ記載。アルファベット順。邦題がついていない場合は原題の下に英題。
| 題名 原題                                               | 監督                                              | 製作国                                                    |
| ------------------------------------------------------- | ------------------------------------------------- | --------------------------------------------------------- |
| 今宵、フィッツジェラルド劇場で A Prairie Home Companion | ロバート・アルトマン                              | アメリカ合衆国                                            |
| キャンディ Candy                                        | ニール・アームフィールド                          | オーストラリア                                            |
| Der freie Wille (The Free Will)                         | マティアス・グラスナー                            | ドイツ                                                    |
| ボディーガード El custodio                              | ロドリゴ・モレノ                                  | アルゼンチン フランス ドイツ ウルグアイ                   |
| 素粒子 Elementarteilchen                                | オスカー・レーラー                                | ドイツ                                                    |
| En Soap (A Soap)                                        | ペルニッレ・フィッシャー・クリステンセン          | デンマーク スウェーデン                                   |
| コネクション マフィアたちの法廷 Find Me Guilty          | シドニー・ルメット                                | アメリカ合衆国                                            |
| サラエボの花 Grbavica                                   | ヤスミラ・ジュバニッチ                            | ボスニア・ヘルツェゴビナ オーストリア · ドイツ クロアチア |
| インビジブル・ウェーブ Invisible Waves                  | ペンエーグ・ラッタナルアーン                      | タイ オランダ 香港 韓国                                   |
| Zemestan (It's Winter)                                  | ラフィ・ピッツ                                    | イラン                                                    |
| 権力への陶酔 L'ivresse du pouvoir                       | クロード・シャブロル                              | フランス ドイツ                                           |
| オフサイド・ガールズ Offside                            | ジャファール・パナヒ                              | イラン                                                    |
| レクイエム～ミカエラの肖像 Requiem                      | ハンス・クリスティアン・シュミット                | ドイツ                                                    |
| 犯罪小説 Romanzo criminale                              | ミケーレ・プラチド                                | イタリア フランス イギリス                                |
| 渇望 Sehnsucht                                          | ヴァレスカ・グリーゼバッハ                        | ドイツ                                                    |
| Slumming                                                | ミヒャエル・グラウガー                            | オーストリア スイス ドイツ                                |
| スノーケーキを君に Snow Cake                            | マーク・エヴァンス                                | カナダ イギリス                                           |
| グアンタナモ、僕達が見た真実 The Road to Guantanamo     | マイケル・ウィンターボトム マット・ホワイトクロス | イギリス                                                  |
| イザベラ 伊莎貝拉                                       | パン・ホーチョン                                  | 香港                                                      |

### コンペティション外
- 『カポーティ』 – ベネット・ミラー ( アメリカ合衆国)
- 『シリアナ』 – スティーヴン・ギャガン ( アメリカ合衆国)
- 『ニュー・ワールド』 – テレンス・マリック ( アメリカ合衆国)
- 『ビリー・ザ・キッド 21才の生涯』 – サム・ペキンパー ( アメリカ合衆国)
- 『Vフォー・ヴェンデッタ』 – ジェームズ・マクティーグ ( イギリス ドイツ)
- 『PROMISE』 – チェン・カイコー ( 中国)
- 『恋愛睡眠のすすめ』 – ミシェル・ゴンドリー ( フランス)

## 日本映画
- コンペティション部門には日本映画は入っていなかったが、タイのペンエーグ・ラッタナルアーン監督の『インビジブル・ウェーブ』は浅野忠信主演である。パノラマ部門で三池崇史監督の『46億年の恋』と、SABUの『疾走』が上映された。また、フォーラム部門では舩橋淳監督の『BIG RIVER』、藤原敏史の『僕らはもう帰れない』、園子温の『Strange Circus 奇妙なサーカス』が上映となった。加えて、中川信夫監督の9作品が特集上映された。

## 審査員
- シャーロット・ランプリング ( イギリス/女優) 審査員長
- ヤーシュ・チョープラ ( インド/監督)
- マルレーン・ゴリス ( オランダ/監督)
- アーミン・ミューラー＝スタール ( ドイツ/俳優)
- イ・ヨンエ ( 韓国/女優)
- ヤヌス・カミンスキー ( ポーランド/撮影監督)
- フレッド・ロス ( アメリカ合衆国/プロデューサー)
- マシュー・バーニー ( アメリカ合衆国/現代美術家)